# Mannophryne yustizi
Mannophryne yustizi (La Marca, 1989) è un anfibio anuro, appartenente alla famiglia degli Aromobatidi.

## Etimologia
L'epiteto specifico è stato dato in onore di Enrique Elías Yustiz.

## Distribuzione e habitat
È endemica del Venezuela. Si trova tra i 1200 e i 1800 metri di altitudine nello stato di Lara, nei parchi di Yacambú e Terepaima.